# Laxá í Aðaldal
Laxá í Aðaldal (isl. "rzeka łososiowa w dolinie Aðal"; zwana również Laxá í Mývatnssveit, Laxá í Þingeyjarsýslu lub Laxá í  Suður-Þingeyjarsýslu) – rzeka w północnej Islandii o długości 94 km i powierzchni dorzecza 2150 km² - należy do większych rzek na Islandii. 
Rzeka wypływa z jeziora Mývatn w kierunki zachodnim, by później płynąć cały czas w kierunku północnym doliną Laxárdalur aż do ujścia do zatoki Skjálfandi. Laxá uchodzi kilka kilometrów na wschód od ujścia rzeki Skjálfandafljót. Niedaleko przed ujściem Laxá do morza znajduje się wodospad Æðarfossar. Rzeka przepływa przez pola lawowe związane z erupcjami systemu wulkanicznego Krafla. Można tam obserwować formy wulkaniczne takie jak pseudokratery i hornito.